# Terminalia morobensis
Terminalia morobensis är en tvåhjärtbladig växtart som beskrevs av Mark James Coode. Terminalia morobensis ingår i släktet Terminalia och familjen Combretaceae. Inga underarter finns listade i Catalogue of Life.